# Lagnes
Lagnes est une commune française située dans le département de Vaucluse, en région Provence-Alpes-Côte d'Azur.

## Géographie

### Localisation

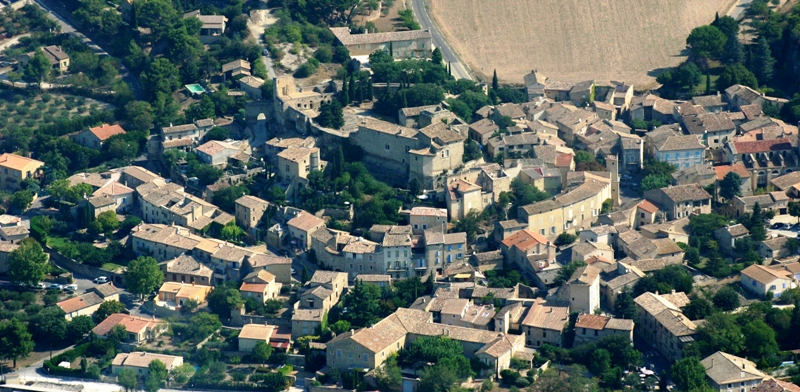
Vue aérienne du bourg.

Lagnes est une commune de Provence située sur la pointe sud-ouest des monts de Vaucluse entre Fontaine-de-Vaucluse, Saumane-de-Vaucluse et Cabrières-d'Avignon, aux portes du parc naturel régional du Luberon.
Le village de Lagnes est un « village fleuri » au pied du rocher du Pieï. On y accède depuis la RN 100 par le CD 99 ou par le CD 186. Il est à 7 km de L'Isle-sur-la-Sorgue et à 28 kilomètres d'Avignon.
Le territoire de la commune est limitrophe de ceux de cinq communes.
Les communes limitrophes sont  Cabrières-d'Avignon, Fontaine-de-Vaucluse, L'Isle-sur-la-Sorgue, Robion et Saumane-de-Vaucluse.

### Géologie et relief
La superficie de la commune est de 16,93 km2 ; son altitude varie de 64  à   622 m.

#### Géologie
Les monts de Vaucluse sont formés de calcaires de l'ère secondaire, souvent perméables, ce qui permet l'infiltration de l'eau en profondeur et l'apparition de rivières souterraines. Plus en profondeur, les pierres plus dures, non perméables, empêchent l'écoulement naturel de ces rivières et provoque alors des résurgences comme la toute proche Fontaine de Vaucluse, la plus grosse source de France.

#### Relief
À l'ouest du territoire de la commune, on découvre la plaine de la Sorgue (en bordure), et à l'est et au nord, les collines des monts de Vaucluse constituées de garrigues ou de chênes verts (dont présence de pins).

### Hydrographie
Le territoire de la commune est situé dans le bassin Artois-Picardie.
Le canal de Carpentras ainsi que deux cours d'eau, La Folie et le Jullian, traversent la commune.

### Climat
Pour des articles plus généraux, voir Climat de Provence-Alpes-Côte d'Azur et Climat de Vaucluse.
En 2010, le climat de la commune est de type climat méditerranéen franc, selon une étude du Centre national de la recherche scientifique s'appuyant sur une série de données couvrant la période 1971-2000. En 2020, Météo-France publie une typologie des climats de la France métropolitaine dans laquelle la commune est exposée à un climat méditerranéen et est dans la région climatique  Provence, Languedoc-Roussillon, caractérisée par une pluviométrie faible en été, un très bon ensoleillement (2 600 h/an), un été chaud (21,5 °C), un air très sec en été, sec en toutes saisons, des vents forts (fréquence de 40 à 50 % de vents > 5 m/s) et peu de brouillards. 
Pour la période 1971-2000, la température annuelle moyenne est de 13,8 °C, avec une amplitude thermique annuelle de 17,4 °C. Le cumul annuel moyen de précipitations est de 682 mm, avec 6,1 jours de précipitations en janvier et 2,5 jours en juillet. Pour la période 1991-2020, la température moyenne annuelle observée sur la station météorologique de Météo-France la plus proche, « Cabrières d'Avignon », sur la commune de Cabrières-d'Avignon à 3 km à vol d'oiseau, est de 14,0 °C et le cumul annuel moyen de précipitations est de 696,9 mm. 
La température maximale relevée sur cette station est de 43,2 °C, atteinte le 28 juin 2019 ; la température minimale est de −15,2 °C, atteinte le 7 janvier 1985,,. 
Les paramètres climatiques de la commune ont été estimés pour le milieu du siècle (2041-2070) selon différents scénarios d'émission de gaz à effet de serre à partir des nouvelles projections climatiques de référence DRIAS-2020. Ils sont consultables sur un site dédié publié par Météo-France en novembre 2022.

### Milieux naturels et biodiversité
Lagnes est une des communes du parc naturel régional du Luberon qui teste différentes actions et moyens de mieux éclairer la nuit, en économisant l'énergie et en protégeant l'environnement nocturne de la pollution lumineuse.

#### Espace protégé et géré
La protection réglementaire est le mode d’intervention le plus fort pour préserver des espaces naturels remarquables et leur biodiversité associée.
Dans ce cadre, la commune fait partie de quatre espaces protégés :
- le parc naturel régional du Luberon, d’une superficie de 184 801,5 ha réparties sur 78 communes, géré par le syndicat mixte d'aménagement et de gestion du parc naturel régional du Luberon[11] ;
- le Luberon Géoparc Mondial Unesco[12] ;
- le Luberon Lure, réserve mondiale de biosphère, zone tampon[13] ;
- le Luberon Lure, réserve mondiale de biosphère, zone de transition[14].

#### Zones naturelles d'intérêt écologique, faunistique et floristique
L’inventaire des zones naturelles d'intérêt écologique, faunistique et floristique (ZNIEFF) a pour objectif de réaliser une couverture des zones les plus intéressantes sur le plan écologique, essentiellement dans la perspective d’améliorer la connaissance du patrimoine naturel national et de fournir aux différents décideurs un outil d’aide à la prise en compte de l’environnement dans l’aménagement du territoire.
Le territoire communal comprend deux ZNIEFF de type 1 : 
- les Sorgues[15] ;
- les combes occidentales des monts de Vaucluse, de Valescure à la grande combe[16].

et une ZNIEFF de type 2 : les monts du Vaucluse.

#### Site Natura 2000
Le réseau Natura 2000 est un réseau écologique européen de sites naturels d’intérêt écologique élaboré à partir des directives « habitats » et « oiseaux ». Ce réseau est constitué de zones spéciales de conservation (ZSC) et de zones de protection spéciale (ZPS). Dans les zones de ce réseau, les États membres s'engagent à maintenir dans un état de conservation favorable les types d'habitats et d'espèces concernés, par le biais de mesures réglementaires, administratives ou contractuelles.
Sur la commune, un site Natura 2000 de type B est défini en site d'importance communautaire (SIC) : la Sorgue et l'Auzon.

## Urbanisme

### Typologie
Au 1er janvier 2024, Lagnes est catégorisée commune rurale à habitat dispersé, selon la nouvelle grille communale de densité à sept niveaux définie par l'Insee en 2022.
Elle appartient à l'unité urbaine d'Avignon, une agglomération inter-régionale regroupant 59  communes, dont elle est une commune de la banlieue,,. Par ailleurs la commune fait partie de l'aire d'attraction de L'Isle-sur-la-Sorgue, dont elle est une commune de la couronne,. Cette aire, qui regroupe 4 communes, est catégorisée dans les aires de moins de 50 000 habitants,.

### Occupation des sols
L'occupation des sols de la commune, telle qu'elle ressort de la base de données européenne d’occupation biophysique des sols Corine Land Cover (CLC), est marquée par l'importance des territoires agricoles (55,4 % en 2018), en augmentation par rapport à 1990 (53,5 %). La répartition détaillée en 2018 est la suivante : 
zones agricoles hétérogènes (43 %), forêts (32,5 %), cultures permanentes (12,4 %), milieux à végétation arbustive et/ou herbacée (7,8 %), zones urbanisées (2,8 %), mines, décharges et chantiers (1,6 %). L'évolution de l’occupation des sols de la commune et de ses infrastructures peut être observée sur les différentes représentations cartographiques du territoire : la carte de Cassini (XVIIIe siècle), la carte d'état-major (1820-1866) et les cartes ou photos aériennes de l'IGN pour la période actuelle (1950 à aujourd'hui).

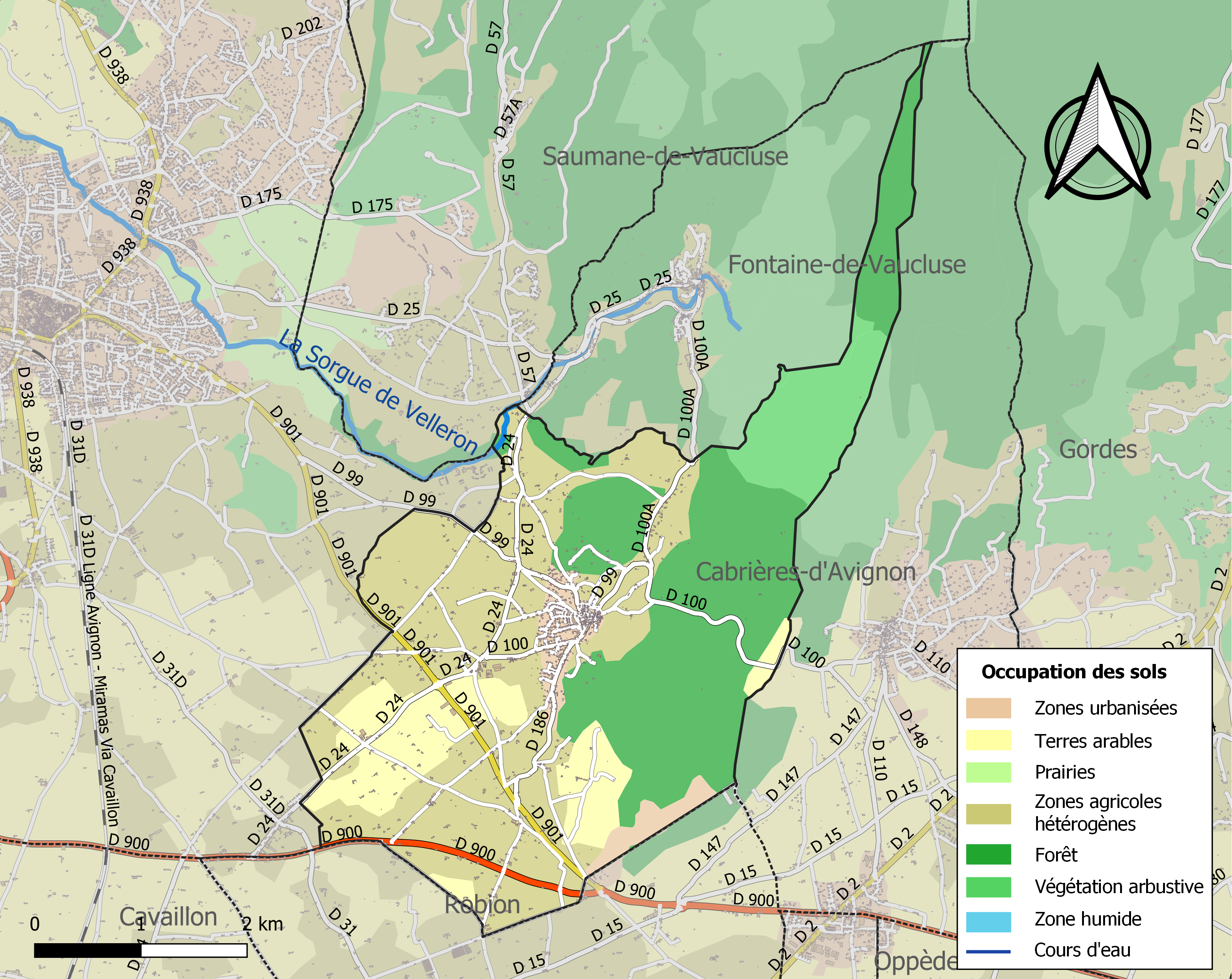
Carte des infrastructures et de l'occupation des sols de la commune en 2018 (CLC).

### Voies de communication et transports
Les routes départementales 99, 100 et 186 arrivent au village. Au nord du village, se trouve une route sinueuse, la « route touristique de Fontaine», route départementale 100a.
La gare TGV la plus proche est la gare d'Avignon TGV. La commune est desservie par les sorties de l'autoroute A7 à Avignon sud ou Cavaillon.

### Risques naturels et technologiques
Les cantons de Bonnieux, Apt, Cadenet, Cavaillon, et Pertuis sont classés en zone Ib (risque faible). Tous les autres cantons du département de Vaucluse sont classés en zone Ia (risque très faible). Ce zonage correspond à une sismicité ne se traduisant qu'exceptionnellement par la destruction de bâtiments.

## Toponymie
Le nom de la localité est attesté sous la forme Lagnes depuis 1793 et 1801.

## Histoire

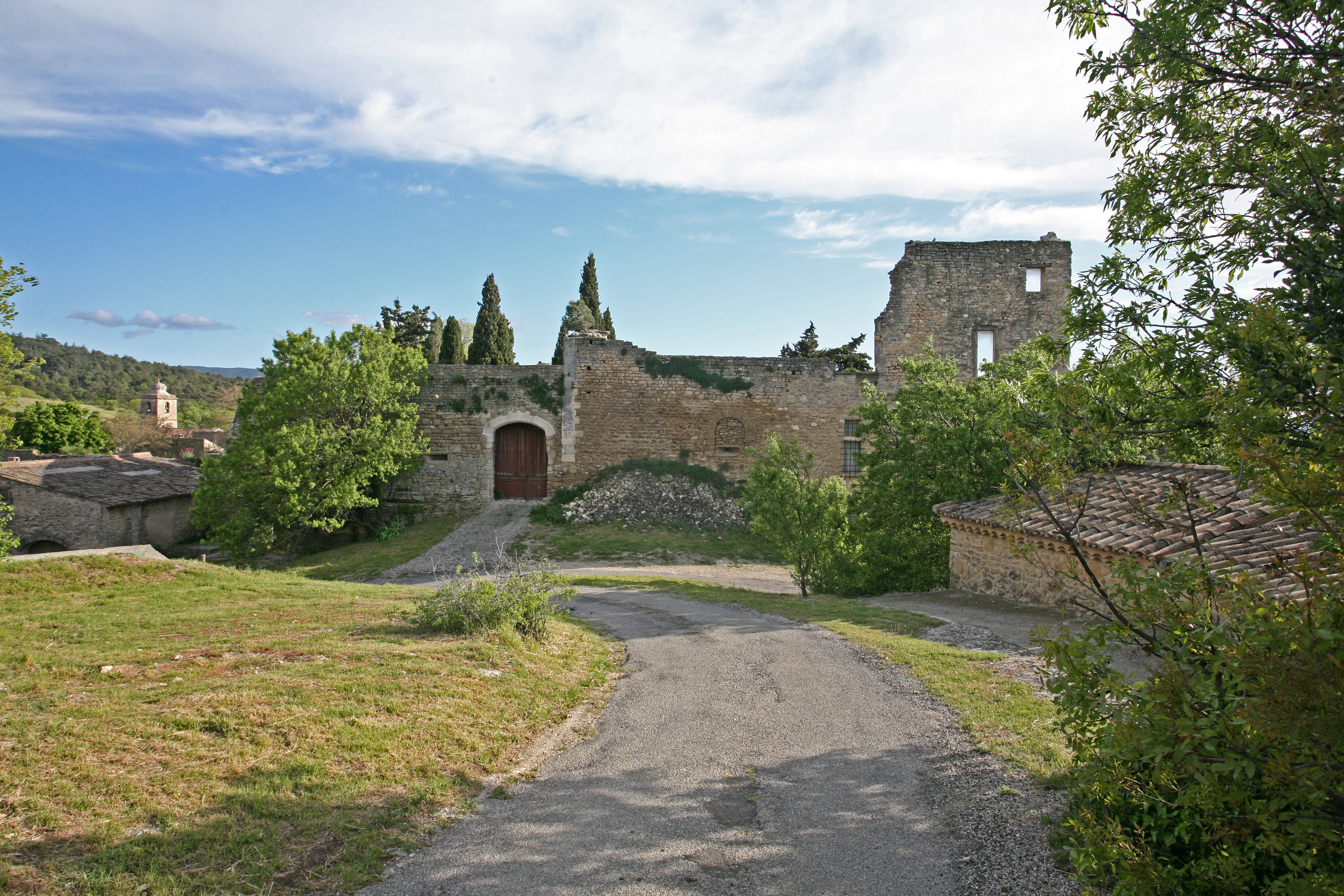
Les restes de l'ancien château, vus par le nord.

Emplacement d'habitats préhistoriques au lieudit Claparousse.

### Moyen Âge
Lagnes est citée en 1154 : Lagnas.
Co-seigneurie du XIIIe au XVIe siècle puis indépendance administrative[précision nécessaire]. Du XIe au XIIIe siècle, l'abbaye Saint-André de Villeneuve-lès-Avignon y possédait une église, Sancti Joannis de Greso (Saint-Jean du Grès), qui passa ensuite à l’évêque de Cavaillon.

### Période moderne
En 1648, malgré les promesses faites aux habitants souhaitant rester sous l'autorité du Saint-Siège, Innocent X érigea le fief en marquisat, au profit de Louis de Cambis.
En 1720, la peste commence à remonter de Marseille à travers toute la Provence. Pour protéger le Comtat Venaissin des pestiférés de Provence, les communes de la région commencent alors la construction d'un mur sur 27 kilomètres, le « mur de la peste » dont certaines parties sont encore visibles sur la commune.
Au XVIIIe siècle, la seigneurie est partagée entre les Cambis et les Fortia qui occupaient deux résidences distinctes, séparées par une cour à l'intérieur de l'enceinte castrale.

### Période contemporaine
Lagnes a été chef-lieu de canton durant la Révolution (du 14 septembre 1791 au 8 pluviôse an IX (28 janvier 1801).
En 1838, l'exploitation des gisements ferrugineux de la commune cesse.

### Seconde Guerre mondiale: le maquis du Chat
Il fut constitué sur la commune dès l'occupation de la zone sud. Il eut comme point de déclenchement la loi mettant en place le service du travail obligatoire, décrété le 16 février 1943 par le gouvernement de Vichy. Ceux qui refusaient ce diktat, les réfractaires, prirent le maquis ou entrèrent en clandestinité. La commune, située sur les contreforts des monts de Vaucluse, devint un lieu idéal de repli et de rassemblement pour les patriotes. Dès les premiers mois de 1943, ils furent le noyau des résistants du centre du département de Vaucluse.

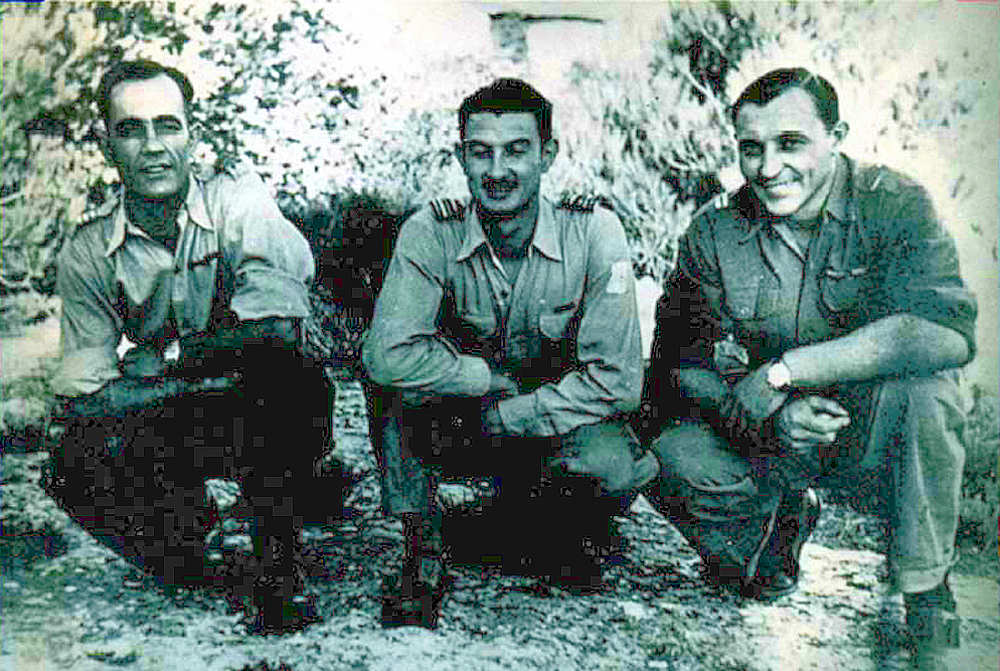
Alphonse Bégou, Jean Garcin et Jules Ten.

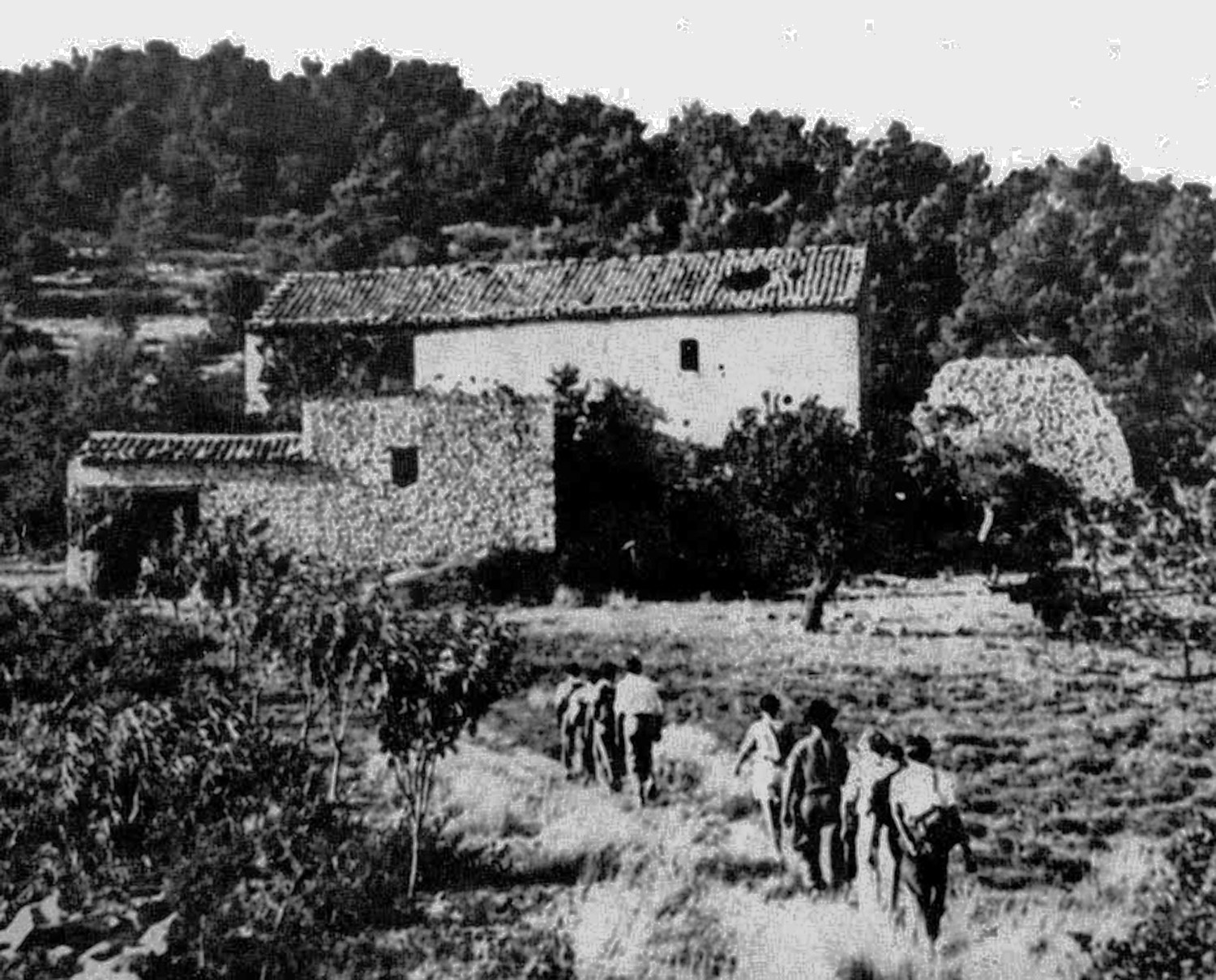
La ferme du Chat en 1944.

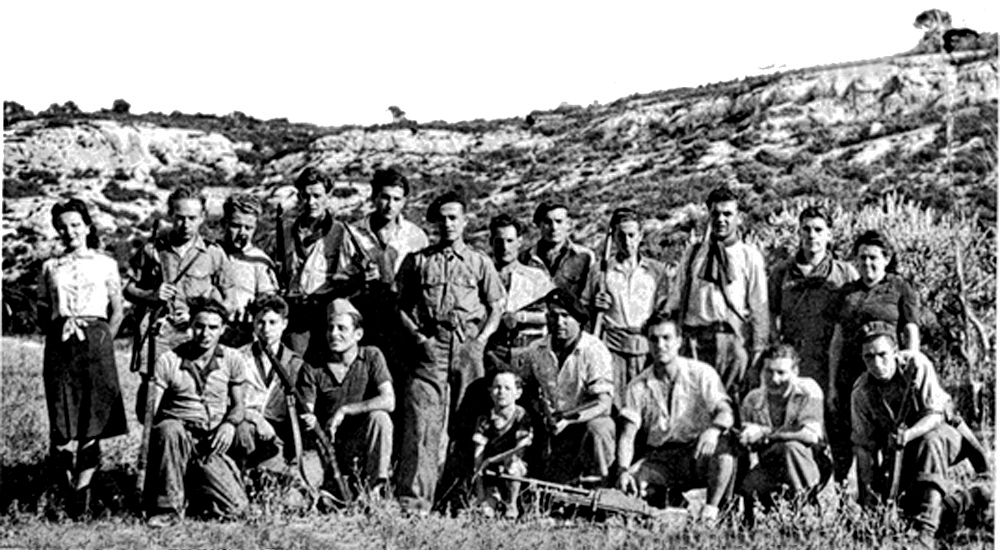
Le groupe-franc Kléber au maquis du Chat en 1944.

La ferme du Chat leur servit, à la fois de point de ralliement et d'organisation. Celle-ci est due aux fortes personnalités que furent dans l'action Jean Garcin, dit colonel Bayard, le secondèrent avec un courage et une efficacité à toute épreuve Jules Ten, capitaine Grillon et Alphonse Bégou, capitaine Balkan. Ils formèrent avec de simples réfractaires ou contestataires de vrais combattant de la Résistance. Cette fraction du maquis du Chat, qui prit le nom de Groupe-franc Kléber, réalisa « près de 300 opérations armées de sabotage, de destruction de biens ennemis et d'évasion de patriotes emprisonnés. ». Son action s'exerça non seulement dans tout le département de Vaucluse, mais aussi dans les départements voisins portant des coups importants pour enrayer la machine de guerre nazie.
Cette équipe de choc réussit, dès 1943, à « se procurer les armes, munitions et explosifs indispensables dans la lutte clandestine en désarmant des militaires isolés, en interceptant des camions ennemis pour récupérer leur chargement ». Pendant ce temps, les maquisards, grâce au soutien de la population, se voyaient fournir « les moyens de vivre dans la clandestinité : nourriture, matériels de couchage, vêtements, chaussures et équipements divers. ». Le groupe-franc multiplia, dès lors, des coups de main tant contre les agents de la Gestapo à Avignon que contre les patrouilles allemandes. Leurs points d'intervention se situaient, en particulier, sur notamment la route stratégique de la Gabelle entre Carpentras et Sault, cité emblématique du maquis Ventoux et sur celles menant à Cavaillon, l’Isle-sur-la-Sorgue et Apt, pour protéger d'autres maquis.
Puis le groupe-franc Kléber descendit à Marseille pour libérer douze détenus politiques incarcérés à la prison Chave. Un autre exploit dans la cité phocéenne lui permit de faire évader des détenus résistants de l’hôpital de la Conception puis de l’hôpital Salvador. De retour dans le Vaucluse, à Avignon, le groupe-franc « organisa l’évasion de deux résistants emprisonnés à Sainte-Anne. ». Cette efficacité valut à Jean Garcin d'être porté à la tête des groupes-francs de la région R2 (Provence).
Lors de la Libération, le soir du 22 août 1944, les résistants du maquis du Chat et du groupe-franc Kléber occupèrent la mairie de Lagnes. Leur première décision fut de constituer un comité local de libération nationale, ouvert à tous les républicains dont le premier président fut Jules Ten, enfant du village. Ce fut ce comité qui, le 25 août 1945, réunit maquisards et républicains pour fêter le premier anniversaire de la Libération.

## Politique et administration

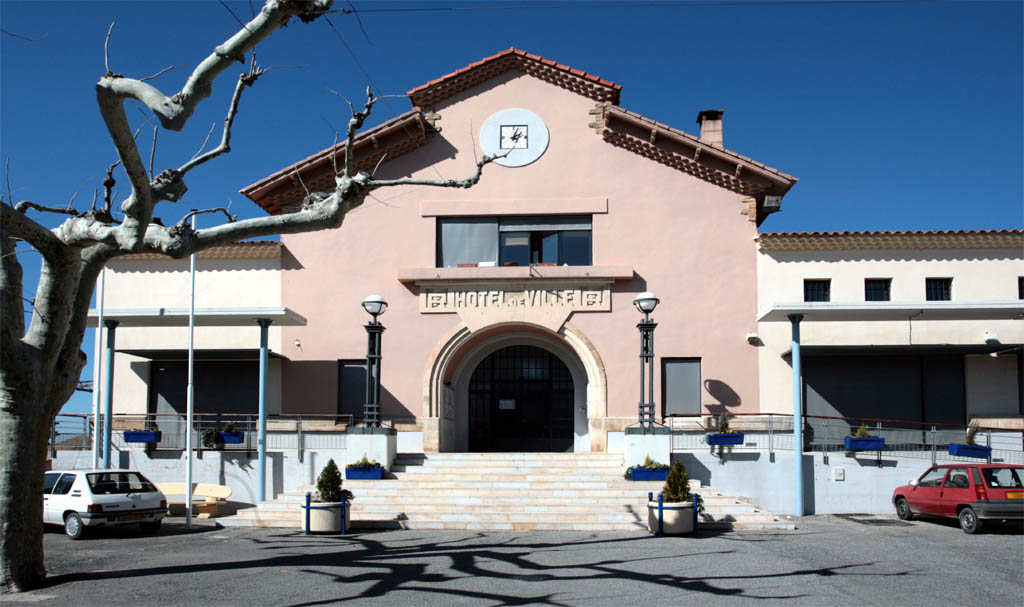
La mairie.

### Découpage territorial
La commune se trouve dans l'arrondissement d'Apt du département du Vaucluse.

#### Commune et intercommunalités
La commune fait partie de la communauté de communes du Pays des Sorgues et des monts de Vaucluse.

#### Circonscriptions administratives
La commune est rattachée au canton de Cheval-Blanc.

#### Circonscriptions électorales
Pour l'élection des députés, la commune fait partie de la deuxième circonscription de Vaucluse.

### Élections municipales et communautaires

#### Liste des maires
| Période   | Période   | Identité         | Étiquette | Qualité |
| --------- | --------- | ---------------- | --------- | ------- |
| mars 1971 | mars 1989 | Jean Lèbre       | PCF       |         |
|           |           |                  |           |         |
| mars 2001 | 2020      | Robert Donnat    |           |         |
| 2020      | En cours  | Claude Silvestre |           |         |

### Jumelages
- Montelanico (Italie).

## Équipements et services publics

### Eau et déchets
La collecte et le traitement des déchets des ménages et déchets assimilés est géré dans le cadre de la communauté d'agglomération. Déchèterie sur Coustellet.

### Enseignement
La commune est située dans l'académie d'Aix-Marseille et dépend, pour les vacances scolaires, de la zone B.
Elle administre une école primaire et une école maternelle. Collèges sur Cabrières-d'Avignon et L'Isle-sur-la-Sorgue, lycées sur L'Isle-sur-la-Sorgue.

### Santé
Hôpital sur Cavaillon.

## Population et société

### Démographie
L'évolution du nombre d'habitants est connue à travers les recensements de la population effectués dans la commune depuis 1793. Pour les communes de moins de 10 000 habitants, une enquête de recensement portant sur toute la population est réalisée tous les cinq ans, les populations de référence des années intermédiaires étant quant à elles estimées par interpolation ou extrapolation. Pour la commune, le premier recensement exhaustif entrant dans le cadre du nouveau dispositif a été réalisé en 2007.

En 2022, la commune comptait 1 707 habitants, en évolution de +4,79 % par rapport à 2016 (Vaucluse : +1,73 %, France hors Mayotte : +2,11 %).
| 1793 | 1800 | 1806 | 1821 | 1831 | 1836 | 1841 | 1846 | 1851 |
| ---- | ---- | ---- | ---- | ---- | ---- | ---- | ---- | ---- |
| 700  | 732  | 765  | 831  | 852  | 876  | 901  | 900  | 891  |

| 1856 | 1861 | 1866 | 1872 | 1876 | 1881 | 1886 | 1891 | 1896 |
| ---- | ---- | ---- | ---- | ---- | ---- | ---- | ---- | ---- |
| 900  | 945  | 930  | 966  | 973  | 998  | 960  | 946  | 912  |

| 1901 | 1906 | 1911 | 1921 | 1926 | 1931 | 1936 | 1946  | 1954  |
| ---- | ---- | ---- | ---- | ---- | ---- | ---- | ----- | ----- |
| 898  | 919  | 902  | 832  | 922  | 963  | 957  | 1 020 | 1 006 |

| 1962  | 1968  | 1975  | 1982  | 1990  | 1999  | 2006  | 2007  | 2012  |
| ----- | ----- | ----- | ----- | ----- | ----- | ----- | ----- | ----- |
| 1 018 | 1 025 | 1 021 | 1 108 | 1 397 | 1 473 | 1 647 | 1 674 | 1 633 |

| 2017  | 2022  | - | - | - | - | - | - | - |
| ----- | ----- | - | - | - | - | - | - | - |
| 1 635 | 1 707 | - | - | - | - | - | - | - |

### Sports et loisirs
La pratique de diverses activités : équitation, canoë, paint-ball, parcours dans les arbres, centre sportif (tennis, piste de skateboard, etc.).
Un club de cyclotourisme, un de tennis TC Robion-Lagnes (club qui ont fusionné).
Le terrain de football accueille l'équipe du S.C. Lagnes dans la catégorie senior ainsi que l'entente des Monts de Vaucluse pour les plus jeunes.
Nombreux aménagements de parcours pédestres.
Proximité du golf de Saumane.
Un club de supporters de l'AC Arles-Avignon prénommé Lagn'ACA est créé en juin 2010.

## Économie

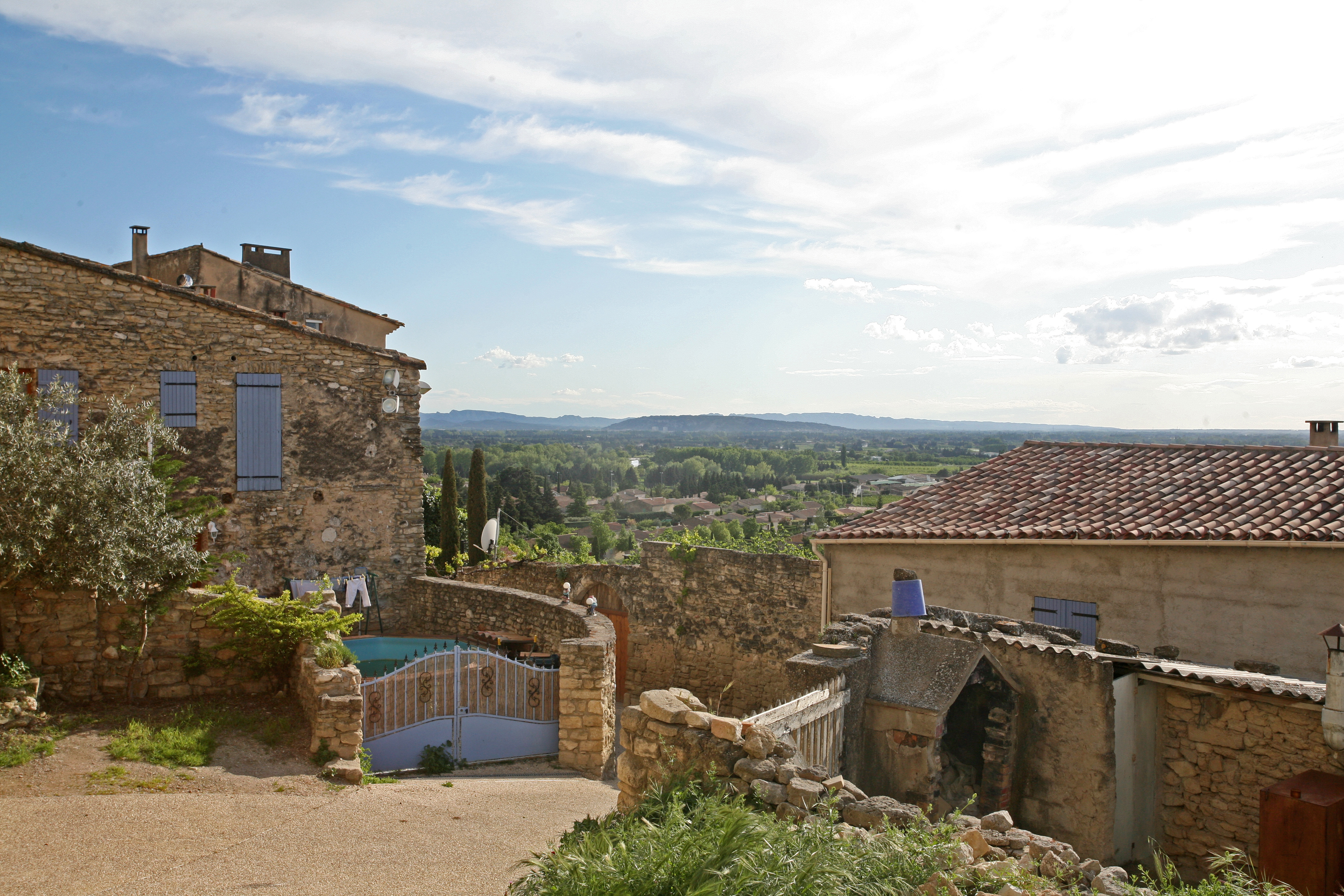
Vue depuis le village sur la vallée en direction de Cavaillon.

### Tourisme
Dû en partie à la proximité du Luberon et de la Sorgue, le tourisme a permis le développement de plusieurs centres d'activités (équitation, canoë, paint-ball, parcours dans les arbres, centre sportif, etc.) et de nombreux aménagements de parcours pédestres.
Proximité du golf de Saumane.

### Agriculture
L'on trouve sur la commune différents types de cultures : oliviers, vergers de cerises et de pommes, cultures maraîchères et vignes. La commune produit des vins AOC ventoux. Les vins qui ne sont pas en appellation d'origine contrôlée peuvent revendiquer, après agrément, le label vin de pays d'Aigues.

### Artisanat
Plusieurs artisans : paysagistes, plombiers, maçons, peintres, santonniers, ferronniers, etc.

## Culture locale et patrimoine

### Lieux et monuments

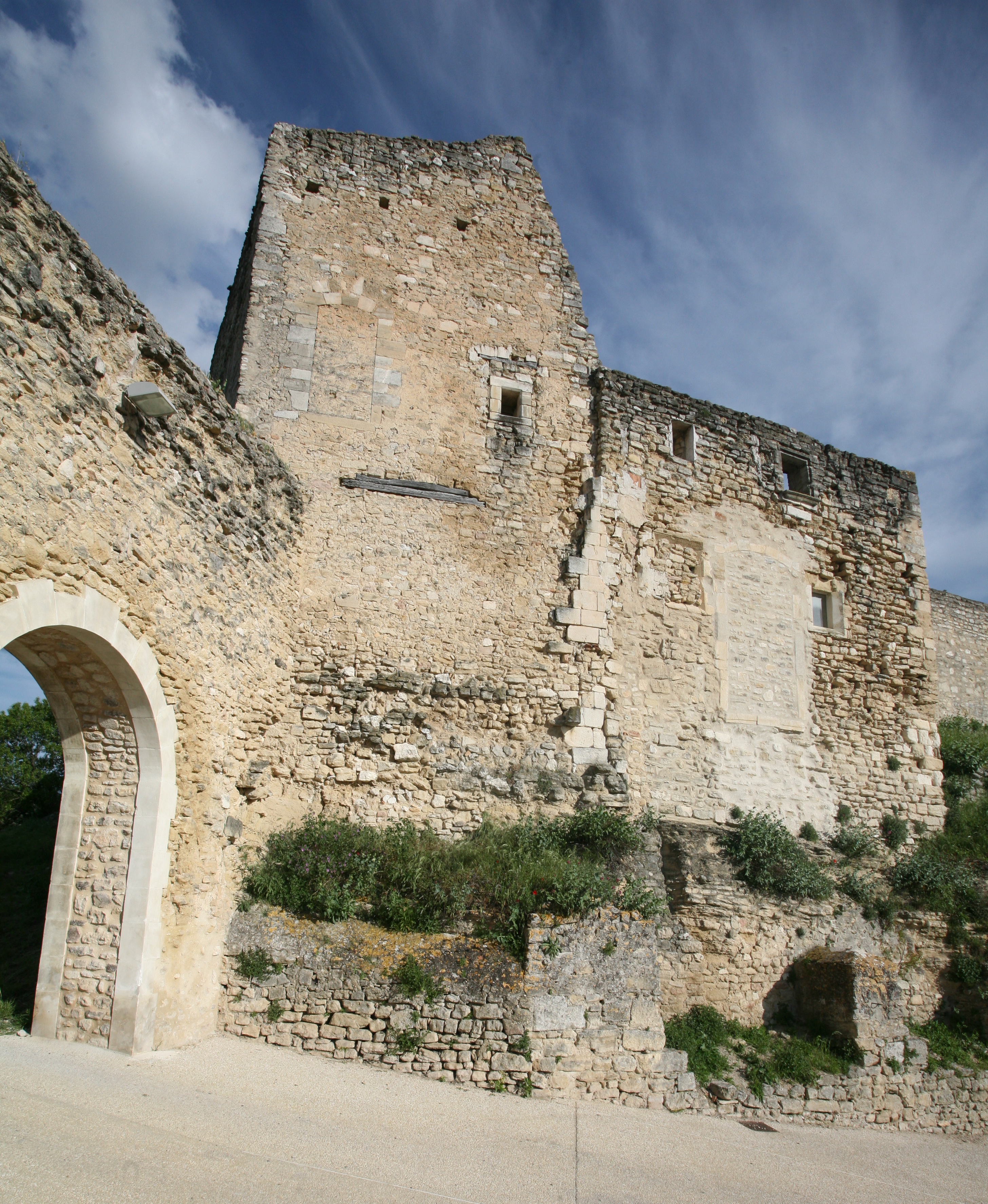
Le château par l'ouest.

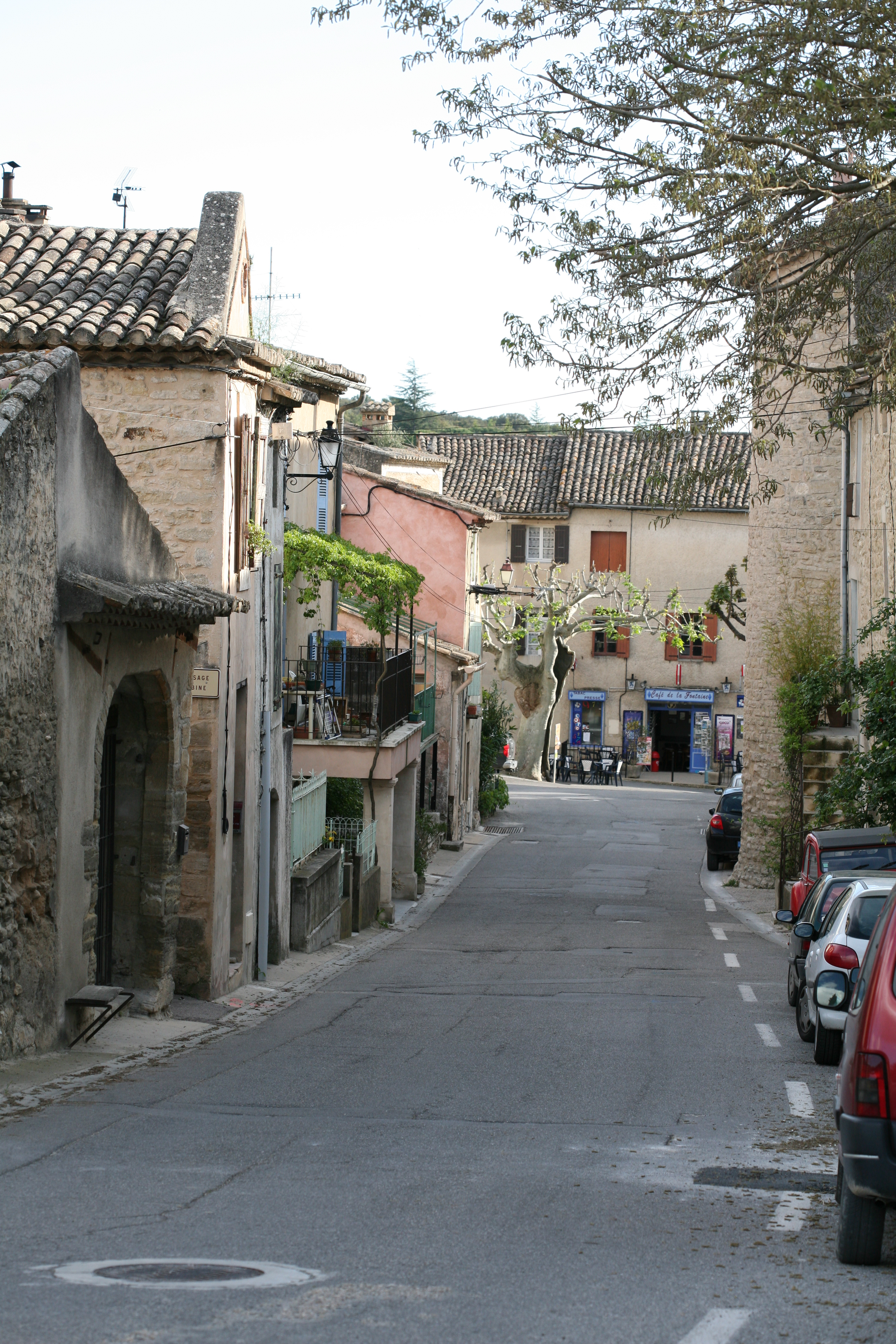
Rue de Lagnes.

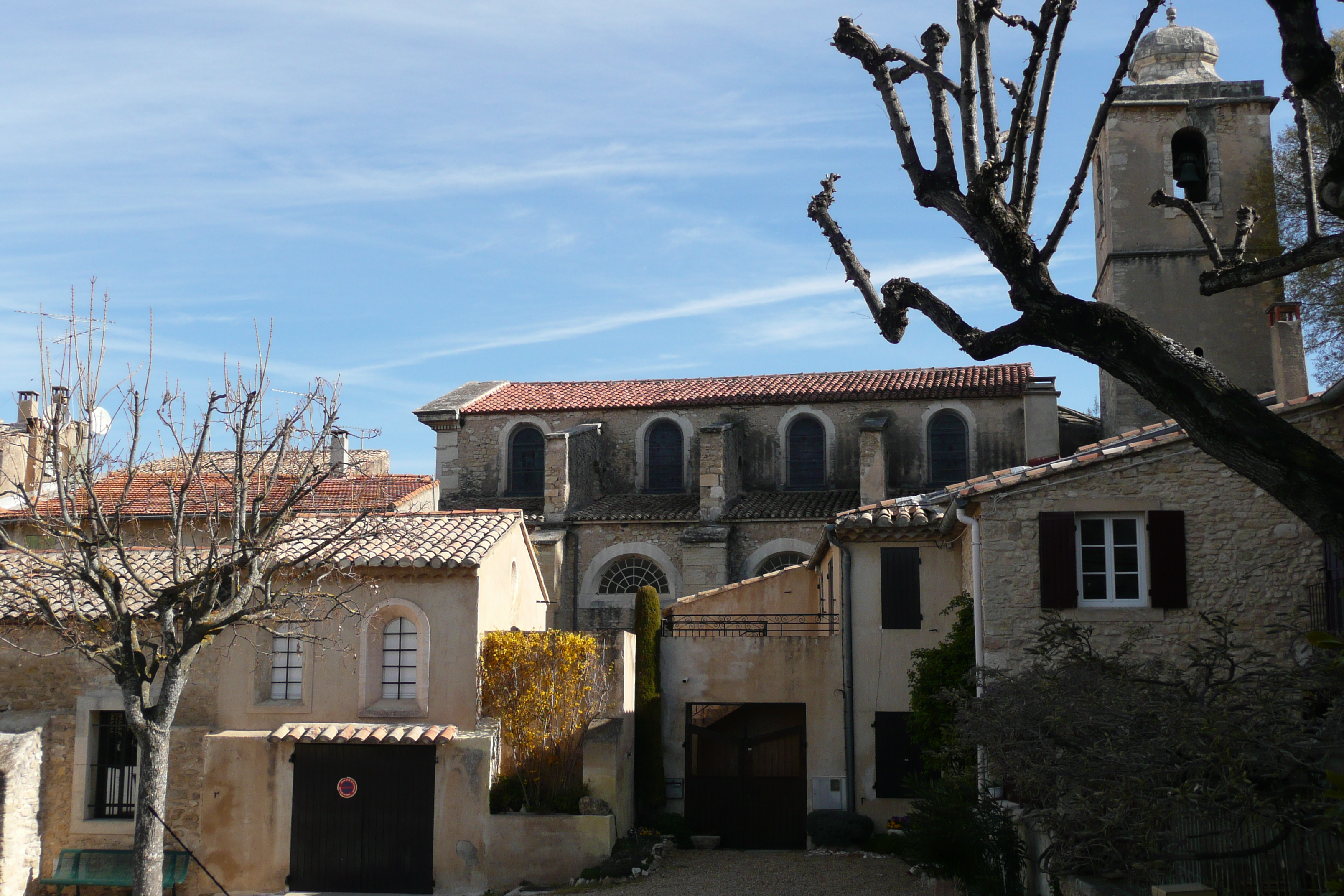
Église de Lagnes

- Château du XIIIe siècle (remanié au XVIe  et au  XVIIe siècle) au sommet du village ; ancienne chapelle Saint-Antoine (XIIe siècle, inscrit aux Monuments Historiques) dans la cour du château.
- Deux tours rondes, portes et un kiosque : restes des anciens remparts (des XIVe et XVe siècles) démolis en 1825.
- Maisons anciennes du XVIe et XVIIe siècles dont rue Venteuse, inscrit aux Monuments Historiques, plusieurs passages couverts, lavoirs et fontaines dans le vieux village.
- Église paroissiale Saint-Pierre (1844) avec clocher (1746) de l'ancienne église Notre-Dame-des-Anges.
- Beffroi de l'horloge carré avec son campanile.
- Plusieurs chapelles transformées ou en ruines (Saint-Véran, Pénitents-Blancs, Saint-Jean, Saint-Nicolas).
- Théâtre de verdure (plein air) au nord-ouest du village (manifestations culturelles estivales).
- Point de vue panoramique depuis le rocher du Pieï (belle vue sur la vallée de la Durance et le Luberon).
- Restes du mur de la peste.
- Fontaines.

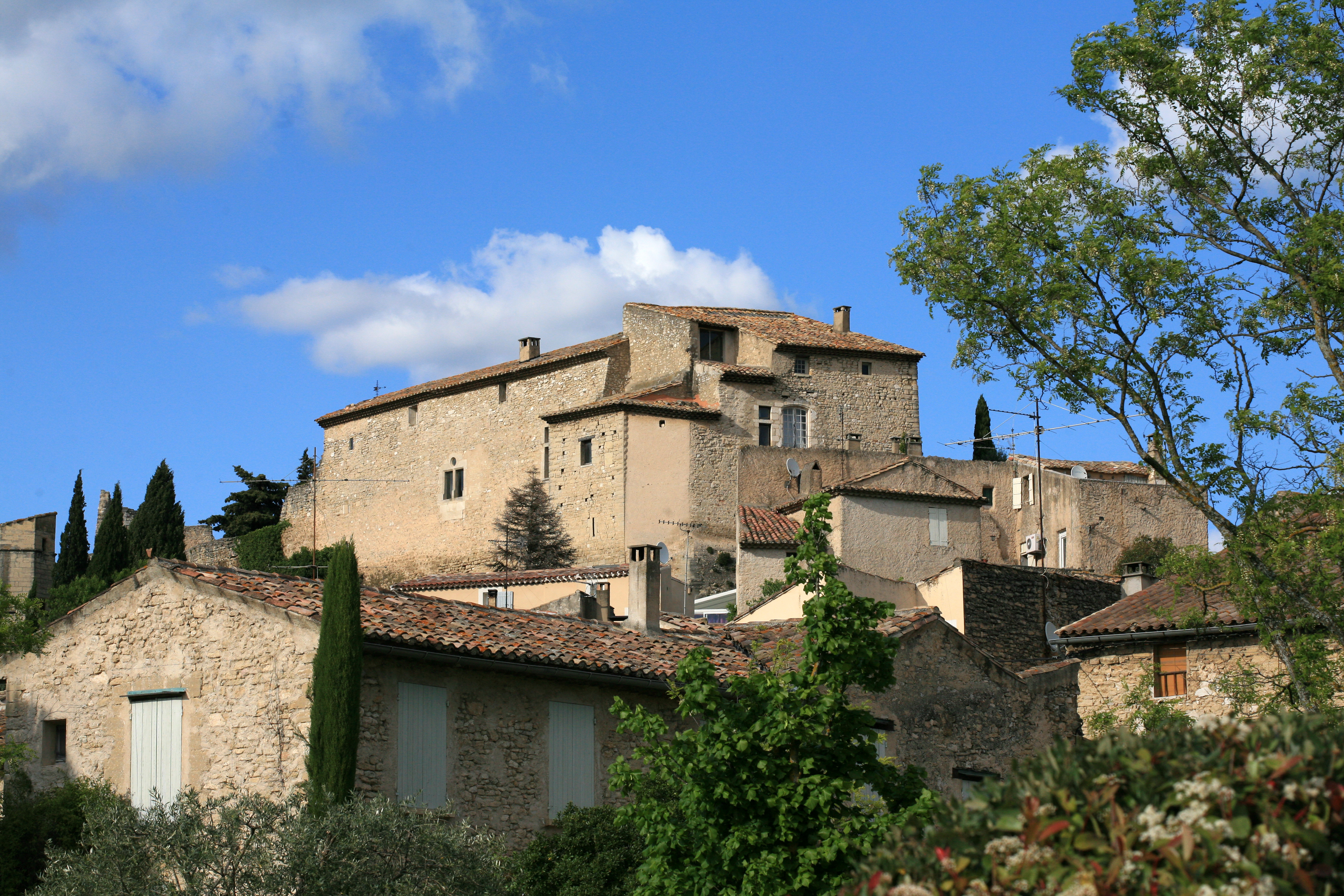
Le château par le sud.
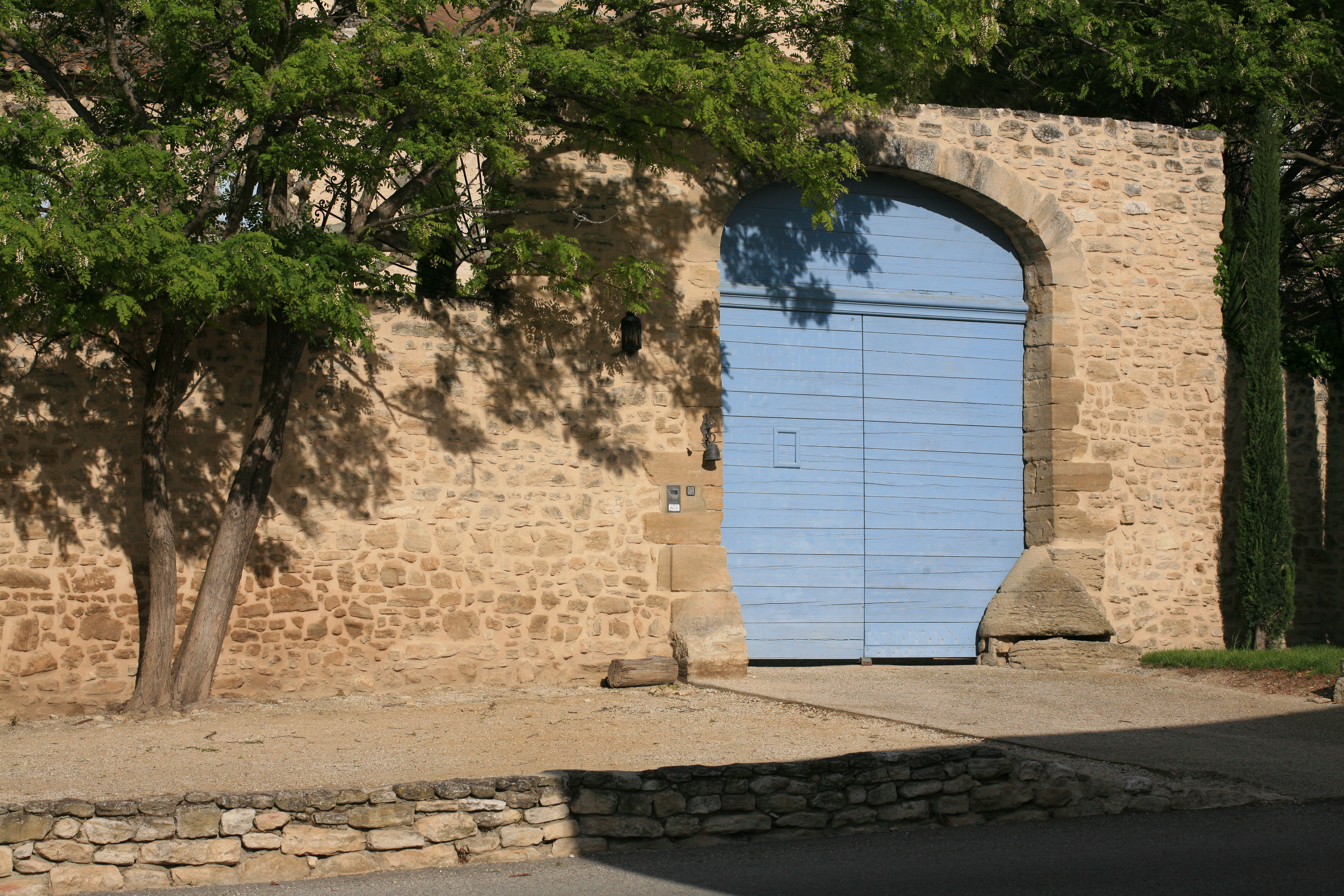
Porte ancienne.
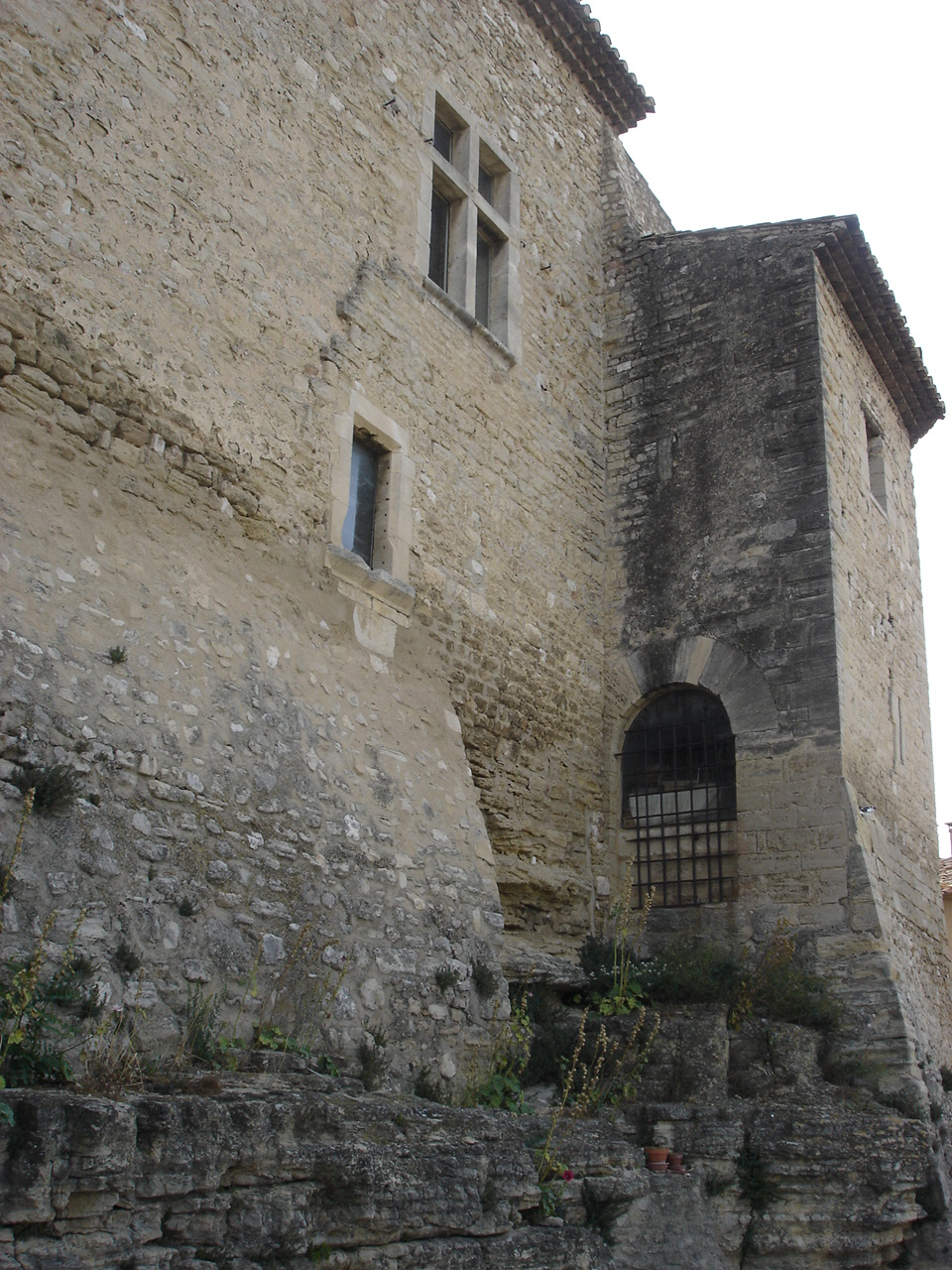
Détail du château.
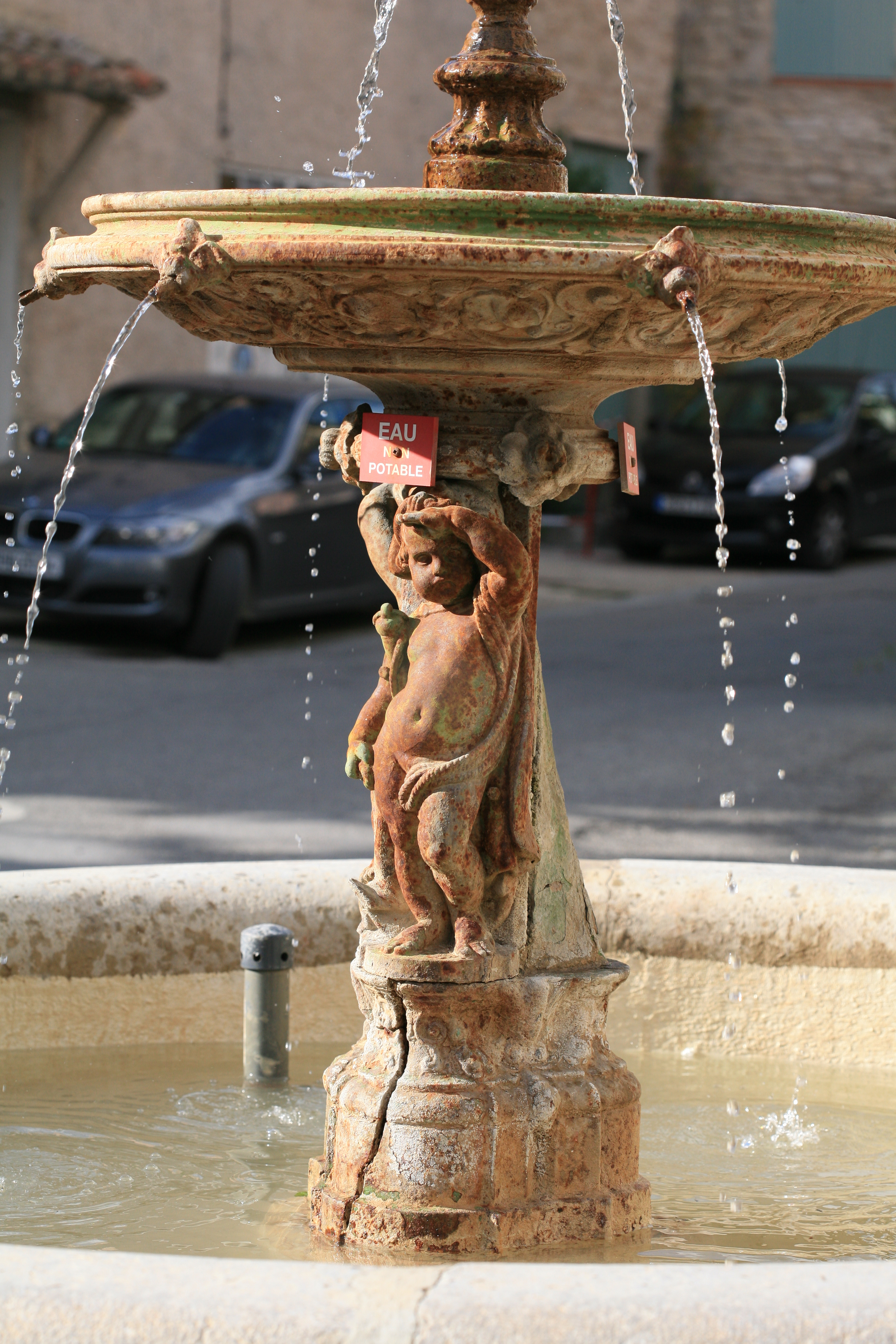
Détail d'une fontaine.

### Vie locale
Le marché hebdomadaire a lieu le vendredi.

### Personnalités liées à la commune
- Nicolas de Staël (1914-1955), peintre. Séjourna l'été 1953 dans l'ancienne magnanerie Lou Roucas, où il peignit certains de ses tableaux provençaux les plus emblématiques.
- Jacques Polge (né en 1943 à Lagnes), parfumeur.
- Grégory Chatonsky (né en 1971), artiste

### Héraldique
| Blason de Lagnes | Blason  | De gueules au gonfanon de sinople frangé d'argent sur une hampe du même posé en pal, à la clef d'or et à la clef d'argent posées en sautoir, brochant. |
| Blason de Lagnes | Détails | Les armes symboliques de l'autorité papale ont été adoptés officiellement vers 1960 mais datent en fait de 1693.                                       |